# Piotr Romanowski (językoznawca)
Piotr Romanowski (ur. w 1973 w Aleksandrowie Kujawskim) – polski językoznawca, anglista, nauczyciel akademicki i tłumacz. Specjalizuje się w socjolingwistyce i lingwistyce stosowanej. Jego główne obszary badań to edukacja dwu- i wielojęzyczna, polityka i planowanie językowe, język polski jako język odziedziczony, polska emigracja w Australii.

## Życiorys
Studia magisterskie z filologii angielskiej ukończył w 1999 roku na Uniwersytet im. Adama Mickiewicza w Poznaniu. W latach 2000–2017 pracował w Państwowej Wyższej Szkole Zawodowej w Krośnie, najpierw jako lektor w Studium Języków Obcych a potem jako asystent i wykładowca w Zakładzie Filologii Angielskiej. Równocześnie w latach 2001–2011 był zatrudniony jako wykładowca w Nauczycielskim Kolegium Języków Obcych w Sanoku.
Doktorat obronił na Uniwersytecie Jagiellońskim w 2012 roku z językoznawstwa stosowanego na podstawie napisanej pod kierunkiem dr hab. Anny Lubeckiej, prof. UJ dysertacji Developing cross-cultural communicative competence in foreign language classes (on the example of English). Stopień doktora habilitowanego nauk humanistycznych w zakresie językoznawstwa uzyskał w 2021 roku na Uniwersytecie Warszawskim, przedstawiając monografię Family Language Policy in the Polish Diaspora: A Focus on Australia.
W latach 2013–2024 pracował jako adiunkt a obecnie jako profesor uczelni na Wydziale Lingwistyki Stosowanej Uniwersytetu Warszawskiego. W latach 2021–2022 był zatrudniony na stanowisku profesora uczelni w Zakładzie Filologii Państwowej Wyższej Szkoły Techniczno-Ekonomicznej im. ks. Bronisława Markiewicza w Jarosławiu.
W 2017 wraz z innymi naukowcami założył MultiLingNet - stowarzyszenie skupiające badaczy wielojęzyczności. Od 2019 roku jest redaktorem czasopisma Journal of Multilingual Theories and Practices, wydawanego przez Equinox Publishing a od 2021 roku serii wydawniczej Language Learning and Multilingualism, wydawanej przez Brill Nijhoff.
W 2023 roku został kierownikiem kierunku studiów Applied Multilingual and Multicultural Studies prowadzonych na Wydziale Lingwistyki Stosowanej Uniwersytetu Warszawskiego. 

## Publikacje
- Romanowski, P. Family Language Policy in the Polish Diaspora: A Focus on Australia, 2021, Routledge, Londyn/ Nowy Jork, ISBN 978-0-367-70644-9
- Romanowski, P. M. Guardado (Red.) The Many Faces of Multilingualism: Language Status, Learning and Use Across Contexts, 2020, De Gruyter Mouton, Berlin/ Boston, ISBN 978-1-5015-1860-7
- Romanowski, P. i E. Bandura (Red.) Intercultural Foreign Language Teaching and Learning in Higher Education Contexts, 2019, IGI Global, Hershey, PA, ISBN 978-1-5225-8128-4
- Romanowski, P. i M. Jedynak (Red.) Current Research in Bilingualism and Bilingual Education, 2018, Springer Nature, Cham. ISBN 978-3-319-92396-3
- Romanowski, P. Intercultural Communicative Competence in English Language Teaching in Polish State Colleges, 2017, Cambridge Scholars Publishing, Newcastle upon Tyne, ISBN 978-1-4438-7313-0
- Grucza, S., M. Olpińska-Szkiełko i P. Romanowski (Red.) Bilingual Landscape of the Contemporary World, 2016, Peter Lang GmbH, Frankfurt am Main, ISBN 978-3-631-66760-6
- Grucza, S., M. Olpińska-Szkiełko i P. Romanowski (Red.) Advances in Understanding Multilingualism: A Global Perspective, 2016, Peter Lang GmbH, Frankfurt am Main. ISBN 978-3-631-66761-3
- Romanowski, P. (Red.) Intercultural Issues in the Era of Globalization, 2014, Studi@ Naukowe, Vol. 27, Wydawnictwo Naukowe IKL@, Uniwersytet Warszawski, ISBN 978-83-64020-26-1